# Elektroakupunktur
Der Begriff Elektroakupunktur bezeichnet einerseits elektromedizinische Verfahren in der Medizin, die auf Ansichten der traditionellen chinesischen Medizin (TCM), insbesondere der Akupunktur, beruhen und häufig mit Lehren der klassischen Homöopathie (Homöosiniatrie) kombiniert sind. Andererseits sind damit Akupunkturverfahren mit Nadeln gemeint, die zusätzlich mit einem geringen elektrischen Strom stimuliert werden (transkutane Hyperstimulation). Die Elektroakupunktur ist eine Methode der Alternativmedizin und ähnelt der seit den 1920er Jahren verbreiteten Radionik.
Der Begriff Elektroakupunktur geht auf den französischen Arzt Roger de la Fuye (1890–1961) zurück, der ein erstes Elektroakupunkturgerät entwickelte. Der Franzose Niboyet war in diesem Zusammenhang der Meinung, dass die Akupunkturpunkte der TCM sich durch einen unterschiedlichen elektrischen Hautwiderstand von der umliegenden Haut unterscheiden würden. Derselben Ansicht war auch Richard Croon, der eine Elektroneuraldiagnostik entwickelte. Zu Beginn der 1950er Jahre wurde das Prinzip einer Elektroakupunktur in Deutschland von den Ärzten W. Schmidt in Dachau und Schick in Stuttgart weiter untersucht.
Größere Verbreitung hat die Elektroakupunktur durch die Arbeiten des deutschen Arztes Reinhold Voll (1909–1989) erfahren, die zur Einführung der Elektroakupunktur nach Voll (EAV) führten.

## Prinzip der EAV

Elektrisches Schema des EAV-Messens

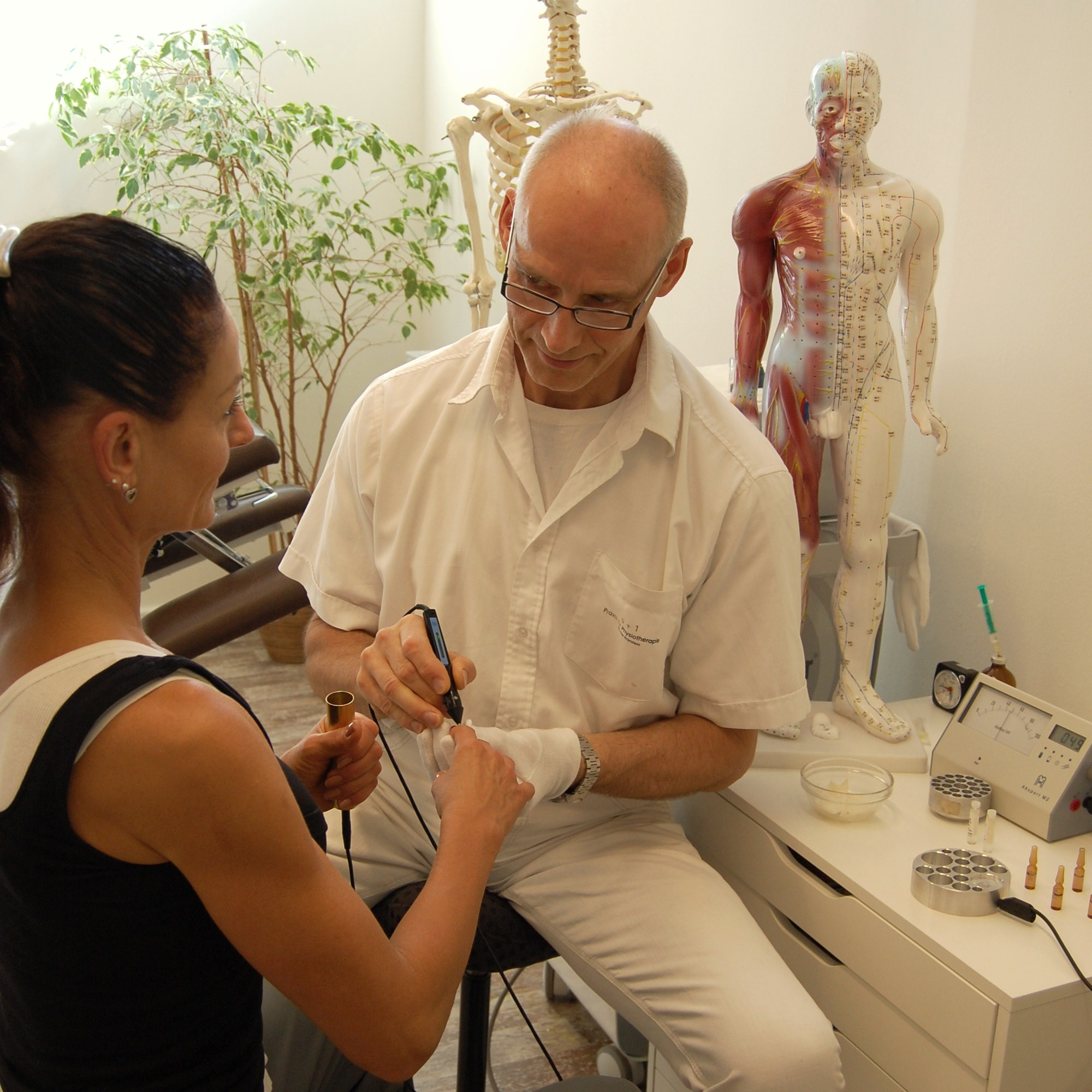
Anwendung der Elektroakupunktur nach Reinhold Voll

An verschiedenen Akupunkturpunkten wird der elektrische Hautwiderstand gegenüber einem Bezugspunkt gemessen. Dieser Bezugspunkt kann eine berührte Handelektrode oder ein anderer elektrisch leitender Gegenstand sein der mit dem Patienten verbunden ist. Nach Voll soll der gemessene Widerstand zwischen etwa 10 Kiloohm und maximal 4 Megaohm betragen, bei einem Messstrom von 10 Mikroampere. Der ermittelte Messwert wird bei den Geräten als eine Zahl zwischen 0 und 100 angezeigt. Der Wert 0 soll den höchstmöglichen Hautwiderstand anzeigen, der Wert 50 soll dabei einem Widerstand von 95 Kiloohm entsprechen und der Wert 100 wäre mit einem Kurzschluss (0 Ohm) vergleichbar. Diese Widerstandsmessung soll Aufschluss über Störungen im Körper liefern. Diese Störungen sollen dann mittels Nosoden (höchstverdünnten, aus „Krankheitsprodukten“ gewonnenen Substanzen, denen von der homöopathischen Lehre heilsame Wirkungen zugeschrieben werden) geheilt werden. Zur Ermittlung des geeigneten homöopathischen Mittels wird ein Resonanztest durchgeführt: in das Gerät zur Hautwiderstandsmessung werden Proben verschiedener Mittel eingebracht und die Reaktion des Messgeräts beobachtet.
Anschließend werden dem Patienten die ermittelten Präparate verabreicht. Der Inhalt der Nosoden kann getrunken oder gespritzt werden. Wie lang der Patient die Medikamente nehmen muss, und welche Mengen, bestimmt der Therapeut in Abhängigkeit von der Diagnose.
Die EAV arbeitet unter Einbeziehung von Elementen der traditionellen chinesischen Akupunktur- und Medikamentenlehre, aber auch der Homöopathie nach Samuel Hahnemann. Der Hautwiderstand kann an bis zu circa 1000 verschiedenen Akupunkturpunkten gemessen werden. In der Regel wird er an mindestens 120 Punkten an Händen und Füßen gemessen. Es folgt eine Bewertung gemäß einer Bewertungsskala, die auf den EAV-Geräten angebracht ist. Der mittlere Zeigerwert ist 50 und gilt in der Elektroakupunktur als gesunder Wert. Niedrige Werte sollen degenerative Tendenzen, sehr hohe Werte entzündliche Tendenzen bezeichnen. Ein Phänomen, das einen Zeiger erst steigen und unmittelbar danach heftig fallen lässt, nennt man Zeigerabfall. Dieses Ereignis soll akute Gesundheitsprobleme anzeigen. Da die EAV-Messungen in den Meridianverlauf vornimmt, soll ein geübter Therapeut damit unterschiedliche Zusammenhänge aufspüren können. Ausdruck dafür ist die jeweilige Individualität des Untersuchten.
Beim Medikamententest wird ein Wirkstoff, Medikament, Isopathika oder homöopathisches Präparat in einen metallenen Becher gebracht, den der Untersuchte in der Hand hält. Anschließend wird mit Hilfe des EAV-Gerätes der Hautwiderstand gemessen. Nach Angabe der Gerätehersteller können auch alle Lebensmittel mit diesem Verfahren getestet werden, und Nahrungsmittel- oder Umwelt-Unverträglichkeiten sollen erkennbar sein.

## Geschichte der EAV
Bereits im frühen 19. Jahrhundert versuchte man die Verbindung von Akupunktur mit elektrischen Strömen therapeutisch zu nutzen. Voll, ein Plochinger Hausarzt, erhielt von einem anderen Arzt in den 1950er Jahren ein Elektroakupunkturgerät und untersuchte gemeinsam mit dem Ingenieur Fritz Werner die Messbarkeit „energetischer Störungen“ im menschlichen Körper. Sie postulierten einen Zusammenhang zwischen dem Widerstands- bzw. Leitwert an den entsprechenden, aus der Akupunktur bekannten Hautregionen und Krankheiten.
Die Bioresonanztherapie ist aus der EAV hervorgegangen. Sie wurde durch den Arzt Franz Morell, einem Schüler Volls, und seinen Schwiegersohn Erich Rasch entwickelt.

## Genannte Indikationen der EAV
Die EAV wird im Bereich der Alternativmedizin bei Allergien, Neuralgien, Kopfschmerzen, Neurodermitis, Leber- und Nierenschwäche, Magen- und Darmerkrankungen, Zahnschmerzen und anderen Beschwerden sowohl diagnostisch als auch therapeutisch eingesetzt.

## Kritik an der EAV und die Frage nach der Wirksamkeit
Nach Auffassung der evidenzbasierten Medizin ist die EAV (wie auch die Bioresonanz, Radionik und ähnliche Verfahren) wirkungslos. Der Hautwiderstand wird in erster Linie durch die Aktivität der Schweißdrüsen bestimmt. Allein deshalb sei seine Nutzung zur Diagnose und Bewertung von Krankheiten abwegig, denn ihre Aktivität wird auch von mehreren Faktoren beeinflusst, die nicht mit Krankheiten in Verbindung stehen. Des Weiteren kann der Behandler bei der Messung seine Testelektrode mehr oder weniger stark auf die Haut drücken, was eine Widerstandsänderung nach sich zieht. Prinzipiell kann demnach bei der EAV der Untersucher das Messergebnis willentlich beeinflussen. Um diese Einflussmöglichkeit zu reduzieren, wurden spezielle Testelektroden entwickelt, die die Messung bei einem konstanten Druck ermöglichen. Diese speziellen Elektroden finden jedoch in der Regel keine Anwendung bei den einzelnen Therapeuten.
Wissenschaftliche Untersuchungen im Bereich der Akupunktur konnten keine Hinweise für eine Existenz der Meridiane finden: es macht keinen signifikanten Unterschied in der Wirksamkeit aus, ob man mit Nadeln an traditionellen Akupunkturpunkten oder an zufällig gewählten Punkten sticht oder sogar mit Tricknadeln nur ein Stechen vortäuscht. In der Allergiediagnostik versagte das Verfahren der EAV. Widerstands- oder Impedanzänderungen an Akupunkturpunkten zu benachbarten Punkten konnten nicht wissenschaftlich nachgewiesen werden.

## Haltung der Krankenkassen
Krankenkassen übernehmen die Kosten für eine EAV-Behandlung wegen des fehlenden Wirksamkeitsnachweises nicht.